# 蔵本駅
蔵本駅（くらもとえき）は、徳島県徳島市蔵本町二丁目にある四国旅客鉄道（JR四国）徳島線の駅。全特急列車が停車する。駅番号はB02。

## 歴史
戦前には陸軍歩兵第43連隊の最寄駅として賑わっていたため、中間駅でありながら規模は大きい。
1983年（昭和58年）春に徳島県内でも先駆となる自動券売機を設置したものの、1985年（昭和60年）2月1日、合理化により自動券売機も撤去の上、無人駅（簡易委託駅）化された。その後同年4月に当時の四国総局特有の「特殊簡易委託制度（Aタイプ簡易委託）」に移行し、JR四国に継承された後も駅窓口にて乗車券（硬券）類を引き続き発売していたが、1994年（平成6年）頃、再び自動券売機を設置の後、無人駅となった。無人化後しばらくは徳島駅より駅員を派遣して出札業務を行うこともあったが、後に閉鎖された。

### 年表
- 1899年（明治32年）9月12日：開業[1]。
- 1983年（昭和58年）4月1日：自動券売機を設置[2]。
- 1985年（昭和60年）
  - 2月1日：自動券売機を撤去し、無人駅[3]（簡易委託駅）化。
  - 4月：特殊簡易委託制度（Aタイプ簡易委託）に移行。
- 1987年（昭和62年）4月1日：国鉄分割民営化により四国旅客鉄道が継承[1]。
- 1994年（平成6年）頃：自動券売機を再度設置し、無人駅化。
- 1999年（平成11年）3月13日：徳島線の急行列車「よしの川」廃止に伴い、一部の特急「剣山」が停車するようになる。
- 2001年（平成13年）10月1日：すべての特急「剣山」が停車するようになる。

## 駅構造
相対式ホーム2面2線を持つ地上駅で、阿波池田に向かって左側に古くからの大きな木造駅舎があり、また反対のホームを結ぶ開業以来の古い跨線橋をもつ。前述の理由で広い構内を持ち、ホームの有効長もかなり長い。駅舎の元待合室だった部分にはコンビニビッグキヨスク（四国キヨスク）（営業時間：7時20分-18時10分）があったが2016年5月31日に閉店した。
駅舎の西半分は無人化後、JR四国系列の不動産会社「四鉄不動産（現よんてつ不動産）」の事務所となっていたが、その後居酒屋に衣替えした。当初はJR四国子会社『ステーションクリエイト徳島』（現・ステーションクリエイト東四国）が経営の居酒屋「0番線」（1989年12月10日開店）であった。その後テナントとして、個人経営の焼肉店「駒屋」（2007年頃）の入居・撤退に続き、個人経営の居酒屋「俺も居酒屋」（2014年2月4日開店）が入居していたが撤退。2022年からは居酒屋「とんがらし」が近隣地から移転し入居している。
駅広場には第二次世界大戦中につくられた湧水・蔵清水があり、1991年（平成3年）10月20日に給水設備が設置された。

### のりば
| のりば | 路線    | 方向 | 行先               | 備考             |
| ------ | ------- | ---- | ------------------ | ---------------- |
| 1      | ■徳島線 | 下り | 穴吹・阿波池田方面 |                  |
| 1      | ■徳島線 | 上り | 佐古・徳島方面     | 通常はこのホーム |
| 2      | ■徳島線 | 上り | 佐古・徳島方面     | 行き違い列車のみ |

付記事項
- 徳島線の高速化完成当初、特急「剣山」は全て当駅を通過していたため、1番線が一線スルー化された上下本線となっている。
- かつては公衆電話を設置していたが、2016年5月26日に撤去された。

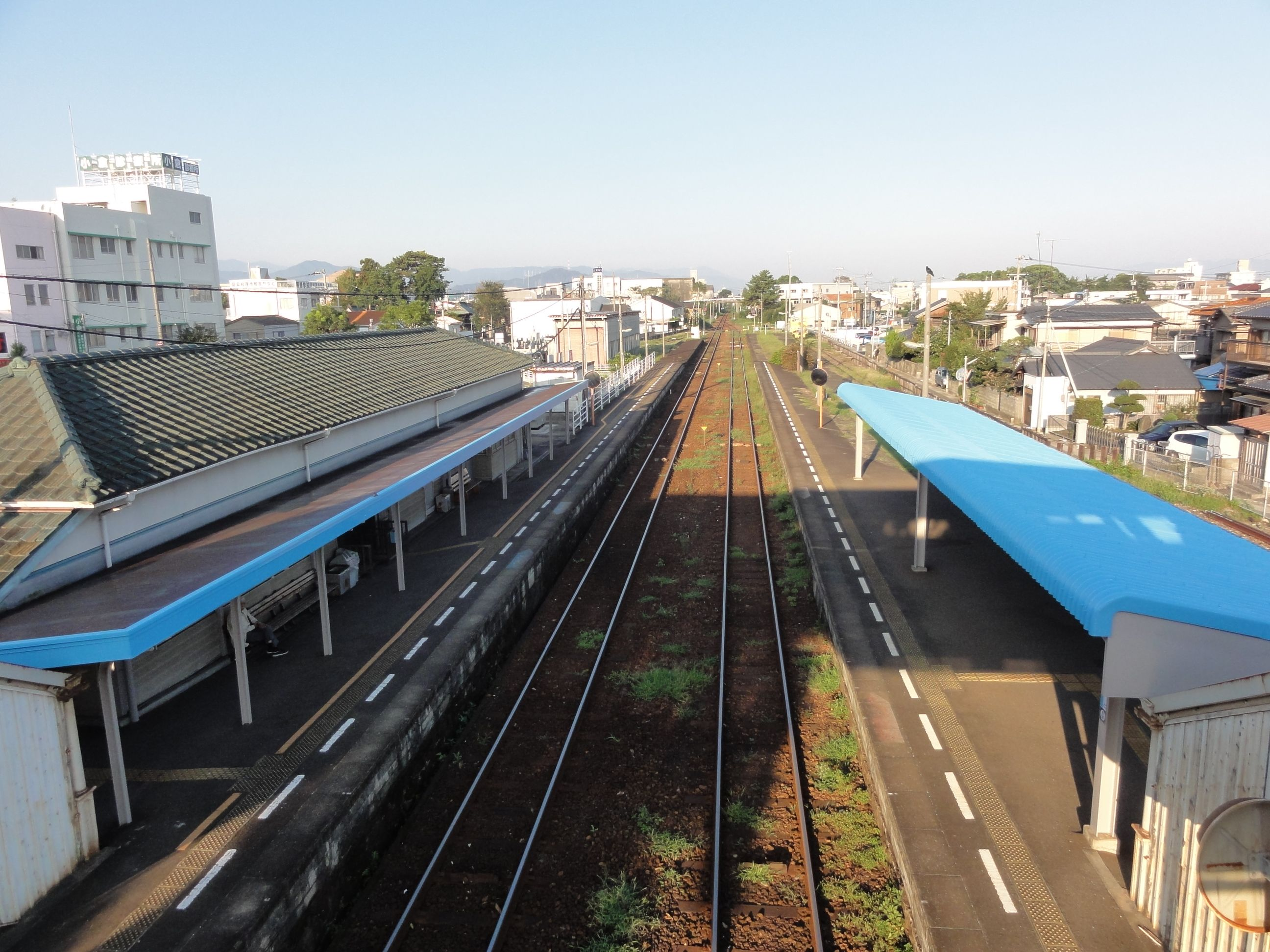
ホーム（2011年9月、跨線橋から）

## 利用状況
1日平均乗車人員は下記の通り。
| - 691人（1995年度） - 686人（1996年度） - 657人（1997年度） - 586人（1998年度） - 514人（1999年度） - 508人（2000年度） - 511人（2001年度） - 482人（2002年度） - 453人（2003年度） - 446人（2004年度） - 434人（2005年度） - 420人（2006年度） | - 425人（2007年度） - 422人（2008年度） - 421人（2009年度） - 424人（2010年度） - 410人（2011年度） - 414人（2012年度） - 419人（2013年度） - 418人（2014年度） - 416人（2015年度） - 437人（2016年度） - 429人（2017年度） - 466人（2018年度） - 453人（2019年度） - 332人（2020年度） - 330人（2021年度） |

備考
- 県内でも規模の大きな病院の集中する地帯であることから、平日を中心に相当数の利用者が当駅を利用していると見られる。これも2001年10月のダイヤ改正後の特急列車の全停車に繋がっていると考えられる。

## 駅周辺
徳島市西部の中心。徳島大学蔵本キャンパスを中心とした学生の町でもある。駅の近辺はまとまった商業地域となっている。しかし、最近は郊外型の店舗に押されて駅付近のスーパーマーケットや映画館（シネアルテ）の閉鎖が続くなど、少々さびしい状況になっている。
- 蔵清水
- 日本郵便徳島蔵本郵便局
- 徳島名西警察署蔵本町交番
- 徳島大学蔵本キャンパス
  - 医学部
  - 歯学部
  - 薬学部
  - 疾患酵素学研究センター
  - 疾患プロテオゲノム研究センター
  - アイソトープ総合センター
  - 徳島大学病院
- 龍昇経理情報専門学校
- 両八幡神社
- 本願寺
- 正善寺
- 梅の花保育園
- 徳島県立中央病院
- 徳島県総合健診センター
- 蔵本運動公園（野球場、体育ホール、プール、テニスコート、相撲場）
- 蔵本城跡
- 高橋家住宅
- 日之出本店 - ぶどう饅頭を扱う和菓子屋
- 国道192号
- 徳島県道1号徳島引田線
- 徳島県道30号徳島鴨島線
- 徳島県道151号蔵本停車場線
- 讃岐街道
- 徳島バス「県立中央病院・徳島大学病院前」停留所
- 水の都記念病院
- 徳島マスジド

## 隣の駅
四国旅客鉄道（JR四国）
■徳島線
- 特急「剣山」停車駅

■普通
佐古駅 (B01) - 蔵本駅 (B02) - 鮎喰駅 (B03)